# Васильєв Борис Олексійович
Васильєв Борис Олексійович (15 січня 1937 — 18 червня 2000) — російський велогонщик.
Бронзовий призер Олімпійських Ігор 1960 року в спринті на тандемах.